# Tomasz Łuczak
Pour les articles homonymes, voir Łuczak.
Tomasz Łuczak (né le 13 mars 1963 à Poznań) est un mathématicien polonais. 

## Biographie
Łuczak étudie à l'université Adam-Mickiewicz de Poznań. Il obtient une maîtrise en 1984, un doctorat en mathématiques en 1987 sous la supervision de Michal Karonski, une maîtrise en physique en 1988, une habilitation en 1990, et il est professeur de mathématiques en 1994, le tout à l'université Adam-Mickiewicz. Il est également professeur à l'université Emory. 
Łuczak étudie des structures discrètes aléatoires telles que les graphes aléatoires et leurs indice chromatique et les transitions de phase associées à ces structures. Il a également traité des applications de la théorie des graphes en écologie. 
En 1991, il reçoit le prix Kuratowski. En 1992, il reçoit le prix de la Société mathématique européenne. En 1997, il est lauréat du prix de la Fondation pour la science polonaise dans le domaine des sciences exactes.
En 2004, il est conférencier invité au 4e Congrès européen de mathématiques (titre de sa conférence : Phase Transition Phenomena in Random Discrete Structures). En 2012, il donne une conférence plénière au Congrès européen de mathématiques à Cracovie (titre de sa conférence : Treshold behaviour of random discrete structures). En 2014, il reçoit la médaille médaille Stefan Banach. Il est membre correspondant de l'Académie polonaise des sciences depuis 1998.

## Publications notables
- Svante Janson, Tomasz Łuczak et Andrzej Rucinski, Random Graphs, Wiley, 2000, 348 p. (ISBN 978-0-471-17541-4 et 978-1-118-03096-7).
- « Randomly generated groups », dans Surveys in Combinatorics 2015, Cambridge University Press, coll. « London Mathematical Society Lecture Note Series 424 », 2015 (ISBN 9781316106853, DOI 10.1017/CBO9781316106853.006), p. 175–194.